# Komiks Forum
Komiks Forum – polska antologia komiksowa, wydawana od roku 1994 (jak dotąd ukazało się piętnaście edycji antologii). Redaktorem naczelnym publikacji jest Witold Idczak.
Pierwszy Komiks Forum ukazał się w październiku 1994 r. podczas Ogólnopolskiego Konwentu Twórców Komiksu w Łodzi, prezentował prace łódzkiej grupy twórców Contur.
Druga publikacja, będąca katalogiem wystawy indywidualnej Przemysława Truścińskiego, premierę miała w maju 1995 r. na łódzkich Targach Komiksu.
Trzecią edycję antologii wypełniły komiksy fantasy, z legendarnym Naznaczonym Mrokiem Wojciecha Birka, oraz historie Jerzego Ozgi i Łukasza Mazura.
Czwarty numer wydawnictwa poświęcony został twórcom z bydgoskiej grupy Studio Komiks Polski: Andrzejowi Janickiemu, Krzysztofowi Różańskiemu, Jackowi Michalskiemu...
Piąty, rysownikom ze środowiska warszawskiego: (Krzysztof Gawronkiewicz, Piotr Kowalski, Tomasz Lew Leśniak...).
Szósta antologia została wydana z okazji stulecia komiksu. Znalazły się w niej prace przysłane na specjalny konkurs komiksowy (spis autorów na stronie wydawnictwa).
Siódma publikacja była katalogiem kolejnej wystawy autorskiej Truścińskiego.
W latach 1998–2003 antologia Komiks Forum była jednocześnie katalogiem prac uczestników konkursu komiksowego organizowanego podczas Międzynarodowego Festiwalu Komiksu w Łodzi. W tym okresie ukazało się pięć katalogów (jeden rocznie), sygnowanych logo Komiks Forum.
W międzyczasie (grudzień 1999 r.) pod szyldem Komiks Forum ukazał się album Tomasza Lwa Leśniaka i Rafała Skarżyckiego o przygodach Jeża Jerzego pt. Jeż Jerzy, the True Story.
Do roku 1999 antologia była wydawana w formacie A4 i objętości 48 stron. Od katalogu festiwalowego (w 2002 r.) zmienił się format publikacji (B5) i powiększyła objętość (do 100 stron).
Czternasty Komiks Forum ukazał się po dłuższej przerwie, w maju 2008 r. na festiwalu Komiksowa Warszawa i stanowił wybór najciekawszych zdaniem redaktora polskich nowel komiksowych z lat 2004-2007. Komiks Forum 2008 pojawił się jednocześnie w wersji cyfrowej (w formacie PDF), która miała powiększoną objętość (więcej komiksów).
Piętnasta edycja antologii ukazała się w roku 2010. Komiks Forum 2010 również miał wersję cyfrową (w formacie PDF). Tym razem standardowa objętość papierowej publikacji (100 stron) została powiększona trzykrotnie, do 300 stron komiksów.
Na łamach Komiks Forum publikowali najważniejsi polscy twórcy komiksu młodego i średniego pokolenia, m.in.: Przemysław Truściński, Jerzy Ozga, Krzysztof Gawronkiewicz, Dennis Wojda, Sławomir Jezierski, Tomasz Lew Leśniak, Rafał Skarżycki, Tomasz Niewiadomski, Wojciech Birek, Tomasz Tomaszewski, Andrzej Janicki, Jacek Michalski, Piotr Kowalski, Marek Adamik, Olaf Ciszak, Adrian Madej, Benedykt Szneider, Krzysztof Ostrowski, Jacek Frąś, Aleksandra Spanowicz, Jerzy Szyłak i Jakub Rebelka.